# Крапивная (приток Камчатки)
Крапивная — река на полуострове Камчатка в России. Протекает по территории Усть-Камчатского района Камчатского края. Длина реки — 52 км. Площадь водосборного бассейна насчитывает 344 км².
Начинается в заросшей лиственницей и берёзой низине между горами Четловари и Сучья. Течёт сначала в юго-западном направлении, огибая гору Мыс, потом поворачивает на юго-восток, протекая по лиственничному лесу к северу от горы Крапивной. Приближаясь к Камчатке, меняет направление на северо-восточное. Впадает в реку Камчатка слева на расстоянии 275 км от её устья на высоте около 29 метров над уровнем моря.
По данным государственного водного реестра России относится к Анадыро-Колымскому бассейновому округу.
- Код водного объекта — 19070000112120000015738[3].

Притоки:
- левые: Сехлун, Шехлун[7]